# René Delaville-Leroulx

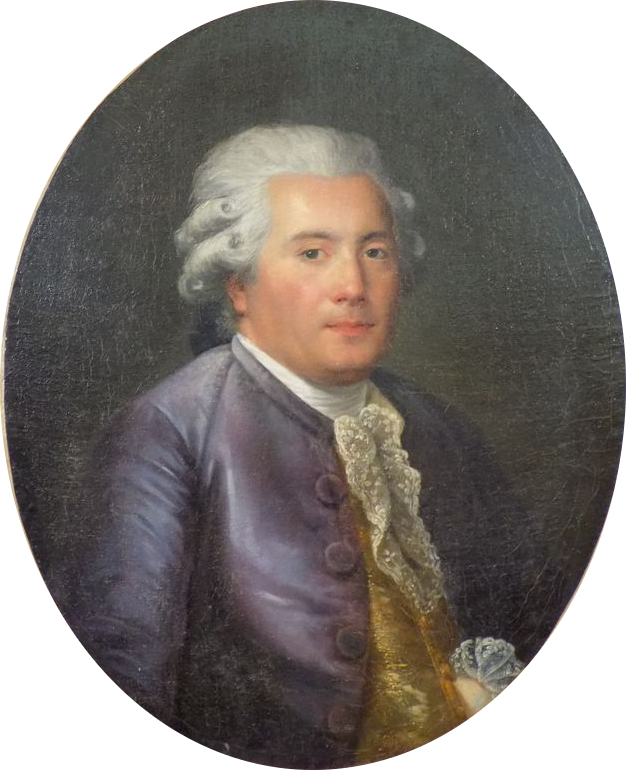
Porträt von René Delaville-Leroulx, gemalt von seiner Tochter Marie-Guillemine Benoist, 1784

René Le Roulx de la Ville, genannt Delaville-Leroulx (* 1749 in Le Blanc; † 12. August 1797 in Rotterdam), war ein französischer Politiker.

## Biografie
Delaville-Leroulx war der Enkel von Joseph Le Roux (1668–1736), Anwalt und Bürgermeister von Nantes, und Bruder des Politikers Joseph Delaville Le Roulx. Er wurde im Oktober 1790 zum Offizier und Direktor am Institut für öffentliche Arbeiten gewählt.
Am 29. Juli wurde er für wenige Tage bis zum 10. August 1792 von Ludwig XVI. zum Finanzminister ernannt.

## Familie

Wappen der Familie Delaville-Leroulx

Gemeinsam mit seiner Frau Marie-Maguerite Lombard hatte er drei Töchter:
- Marie-Elisabeth Laville-Leroux, die Frau von Dominique Jean Larrey
- Marie-Guillemine Laville-Leroux, Malerin, die Frau von Pierre-Vincent Benoist
- Henriette-Jeanne-Renee Leroulx Delaville, die Frau von Godefroy-Barthelemy-Ange Coutanceau

| Vorgänger               | Amt                                          | Nachfolger       |
| ----------------------- | -------------------------------------------- | ---------------- |
| Jules Hervé de Beaulieu | Finanzminister 29. Juli 1792–10. August 1792 | Étienne Clavière |

| Personendaten    | Personendaten              |
| ---------------- | -------------------------- |
| NAME             | Delaville-Leroulx, René    |
| ALTERNATIVNAMEN  | Le Roulx de la Ville, René |
| KURZBESCHREIBUNG | französischer Politiker    |
| GEBURTSDATUM     | 1749                       |
| GEBURTSORT       | Le Blanc                   |
| STERBEDATUM      | 12. August 1797            |
| STERBEORT        | Rotterdam                  |